# Morane-Saulnier TRK
Morane-Saulnier TRK (vojenským označením MoS.9) byl francouzský prototyp bombardéru vzniklý v době první světové války.

## Vznik a vývoj
Prototyp TRK u firmy Morane-Saulnier vznikl v roce 1915. Jednalo se o rozměrný trojplošník poháněný dvěma motory instalovanými v trupu, kolmo k podélné a šikmo vzhůru vůči vodorovné ose stroje. Každý motor prostřednictvím systému převodů poháněl tažnou vrtuli instalovanou na vzpěrách mezi spodním a středním křídlem. Chlazení motorů zajišťoval vysoký chladič kapaliny instalovaný nad trupem mezi centroplány středního a horního křídla.
Dva piloti seděli vedle sebe v otevřených kokpitech v přídi trupu, na jehož špici byla také vrtulka pohánějící generátor elektřiny. Třetí člen osádky byl umístěn ve střední části trupu, kde mohl dohlížet na motory anebo obsluhovat obrannou výzbroj. Pevný podvozek byl konvenčního ostruhového typu, doplněný příďovým kolem, které mělo zabránit překocení při vzletu a přistání. Hlavní podvozkové nohy vyztužené vzpěrami měly velmi široký rozchod a každá nesla dvě kola spojená dlouhou osou.
Není známo, zda prototyp někdy vzlétl.

## Specifikace
Údaje dle

### Technické údaje
- Osádka: 3 (pilot, kopilot, palubní mechanik/střelec)
- Délka: 16,38 m
- Rozpětí: 20,22 m
- Výška:
- Nosná plocha: 140 m²
- Prázdná hmotnost: kg
- Vzletová hmotnost:
- Pohonná jednotka: 2 × kapalinou chlazený hvězdicový devítiválec Canton-Unné A9
- Výkon pohonné jednotky: 230 k (170 kW) každý

### Výzbroj
- 2 × pohyblivý kulomet Lewis ráže 7,7 mm
- pumy v trupové pumovnici